# شیرین‌آب (قیلاب)
شیرین‌آب (قیلاب)، روستایی از توابع بخش الوار گرمسیری شهرستان اندیمشک در استان خوزستان ایران است.

## جمعیت
این روستا در دهستان قیلاب قرار دارد و براساس سرشماری مرکز آمار ایران در سال ۱۳۹۵، جمعیت آن۱۲ نفر (۴ خانوار) بوده‌است.